# Парламентские выборы в Испании (2011)
Парламентские выборы в Испании 2011 года состоялись в воскресенье, 20 ноября и стали десятыми, проведёнными в соответствии с испанской Конституцией 1978 года. Были избраны все 350 членов Конгресса депутатов и 208 из 266 сенаторов. В выборах приняло участие 68,9 % зарегистрированных избирателей.
Очередные парламентские выборы в Испании должны были пройти 8 апреля 2012 года, но состоялись раньше по решению премьер-министра Хосе Луиса Родригеса Сапатеро и прошли в условиях острого финансового кризиса. Неспособность социалистического правительства справиться с ухудшающейся ситуацией в экономике страны привела к тому, что правящая Испанская социалистическая рабочая партия (ИСРП) была отстранена от власти. Социалисты потеряли примерно 38 % голосов по сравнению с выборами 2008 года (4,3 из 11,3 миллиона) и завоевали только 110 мандатов. Напротив, оппозиционная Народная партия (НП) выиграла рекордные 186 мест, получив 44,6 % голосов, одержав победу почти во всех регионах, за исключением Каталонии и Страны Басков.
Помимо НП главными бенефициарами фиаско ИСРП были «Объединённые левые», получив лучший свой результат с 1996 года; Союз, прогресс и демократия, значительно улучшившие свой результат по сравнению с 2008 годом; «Конвергенция и Союз» (КиС), преодолевшая негативную тенденцию выборов 2004 и 2008 годов, впервые в своей истории выигравшие всеобщие выборы в Каталонии; а также баскская левая коалиция «Амайур», занявшая большинство мест от Страны Басков.
В результате выборов лидер Народной партии Мариано Рахой был приведён к присяге в качестве нового премьер-министра Испании, возглавив кабинет большинства после почти восьми лет социалистического правления.

## Законодательная власть
Генеральные Кортесы, орган испанской законодательной власти, которые предстояло избрать 6 июня 1993 года, состояли из двух палат: Конгресса депутатов (нижняя палата, 350 депутатов) и Сената (верхняя палата, 208 выборных депутатов). Законодательная инициатива принадлежала обеим палатам, а также правительству, но Конгресс имел большую власть, чем Сенат. Только Конгресс мог утвердить премьер-министра или проголосовать за его отставку, и он мог отменить вето Сената абсолютным большинством голосов. Тем не менее, Сенат обладал несколькими эксклюзивными функциями, в частности, по утверждению конституционных поправок.
Премьер-министр может распустить палаты в любой момент времени — либо одну, либо обе — и назначить досрочные выборы. В противном случае, избранные депутаты и сенаторы отбывали положенный четырёхлетний срок, начиная со дня выборов. Кроме того, в случае если Конгресс депутатов в течение двух месяцев не мог избрать нового главу правительства, обе палаты должны были автоматически распускаться, что также приводило к назначению досрочных выборов.
Эта система, закреплённая Конституцией Испании 1978 года, должна была предоставить политическую стабильность правительству, а также укрепить позиции премьер-министра, предусматривая вынесение вотума недоверия только Конгрессом. Она также внедрила более эффективную защиту от изменений конституции, требуя участия в принятии поправок обеих палат, а также предусмотрев специальный процесс с более высокими порогами утверждения и строгие требования в отношении общих конституционных реформ или поправок, касающихся так называемых «защищённых положений».

## Избирательная система
В 1985 году был принят новый закон о выборах, заменивший заменил временное законодательство, действовавшее с 1977 года. Таким образом, избирательная система и все процедуры выборов, с некоторыми изменениями, были отныне прописаны в едином законе. В частности, группы избирателей получали право выдвинуть кандидатов только собрав подписи не менее 1 % зарегистрированных избирателей в конкретном районе. Голосование проходило на основе всеобщего избирательного права, с участием всех граждан старше восемнадцати. В 2007 году были введены гендерные квоты, в соответствии с которыми партийные списки должны включать не менее 40 % кандидатов обоих полов, причём в каждой группе из пяти кандидатов должно быть не менее двух мужчин и двух женщин.
348 мест в Конгрессе депутатов были распределены между 50 многомандатными избирательными округами, каждый из которых соответствовал одной из 50 испанских провинций, ещё два места были предназначены для Сеуты и Мелильи. Каждая провинция имела право как минимум на два места в Конгрессе, остальные 248 мест были распределены среди 50 провинций пропорционально их населению. Места в многомандатных округах распределялись по методу д’Ондта, с использованием закрытых списков и пропорционального представительства. В каждом из многомандатных округов к распределению мандатов допускались только списки сумевшие преодолеть порог в 3 % действительных голосов, которые включали и пустые бюллетени.
208 мест в Сенате был распределены между 58 округами. Каждый из 47 округов на полуострове, имел четыре места в Сенате. Островные провинции, Балеарские и Канарские острова, были разделены на девять округов. Три больших округа, Мальорка, Гран-Канария и Тенерифе, получили по три места в Сенате, малые округа, Менорка, Ивиса—Форментера, Фуэртевентура, Гомера—Иерро, Лансароте и Пальма — по одному. Сеута и Мелилья избирали по два сенатора. В общей сложности, в Сенате насчитывалось 208 депутатов, избираемых прямым голосованием, с использованием открытого списка с частичным блоком голосования. Вместо того, чтобы голосовать за партии, избиратели отдавали голоса за отдельных кандидатов. В четырёхмандатных округах избиратели могли проголосовать не более чем за три кандидата, в трёх- и двухмандатных за двух кандидатов, в одномандатных округах за одного кандидата. Кроме того, каждое из автономных сообществ могли избрать по крайней мере одного сенатора и имели право на одно дополнительное место на каждый миллион жителей.
Выборы 2011 года стали первыми прошедшими после реформы законодательства о выборах, состоявшейся в январе 2011 года. Отныне политические партии, не имеющие представительства в парламенте, должны были собрать подписи 0,1 % населения каждого избирательного округа. В результате, в выборах 2011 года приняли участие 72 политические партии (на 20 меньше, чем в 2008 году), выдвинувшие в общей сложности 596 кандидатов в Конгресс и 599 в сенат, почти в два раза меньше, чем на общих выборах 2008 года.

## Предыстория
Выборы 2008 года привели к власти Испанскую социалистическую рабочую партию (ИСРП) Хосе Луиса Родригеса Сапатеро. Социалисты добились второй подряд победы обещая полную занятость, несмотря на то, что экономика Испании демонстрировала признаки усталости и экономического спада после десятилетия роста. В апреле 2008 года Сапатеро был приведён к присяге в качестве премьер-министра Испании на второй срок полномочий. Второй срок Сапатеро прошёл под знаком тяжелейшего экономического и финансового кризиса 2008—2011 годов.
Последствия экономического кризиса в Испании начали проявляться в начале второго срока Сапатеро. Правительство пришлось снизить прогноз экономического роста в 2008 году в два раза, с 3,1 % до 1,6 %. Первоначально Сапатеро отказался публично признать наличие экономического кризиса, который он называл «интенсивным временным замедлением» или «экономическими слабостями». В июне 2008 года кабинет принял «план жёсткой экономии», предусматривавший сокращение на 70 % государственных инвестиций в инфраструктуру, замораживание заработной платы для старших государственных служащих и финансовые меры стимулирования для малого и среднего бизнеса, а также гостиничного сектора,, причём 8 июля Сапатеро наконец признал кризис во время интервью. Тем временем, продажи жилья за год, с июня 2007 по июнь 2008 года, снизились на четверть и привели летом 2008 года к разрыву «раздутого пузыря» перегретого рынка недвижимости, вызвав ипотечный кризис и ряд корпоративных дефолтов, крупнейшим из которых стало банкротство группы Martinsa-Fadesa.
К августу 2008 года уровень безработицы вырос до 2,5 миллионов человек, что стало самым высоким показателем за последние 10 лет. К декабрю 2008 года безработица выросла до 3 миллионов. В четвёртом квартале 2008 года экономика Испании официально вступила в рецессию, положив конец непрерывному 15-летнему экономическому росту.
В апреле 2009 года министр экономики и финансов Педро Сольбес был заменён на Елену Сальгадо в рамках крупной кадровой перестановки в попытке Сапатеро взять на себя непосредственный контроль над экономической политикой.
В последующие три года правительству Испании пришлось заняться спасением сберегательных банков, для чего в июне 2009 года был создан специальный фонд реструктуризации банков, который должен был руководить слияниями и поглощениями несостоятельных кредитных учреждений.
Ко 2 кварталу 2009 года безработица выросла до 17,9 % (более 4 миллионов безработных), а ВВП упал на 4,2 %. Пытаясь сбалансировать бюджет, Сапатеро объявил об «ограниченном и временном» увеличение налогов на сумму 16 млрд евро, которое многие назвали самым большим ростом налогов в истории. В последующие недели были объявлены дальнейшие меры, таких как отказ от обещанного ранее снижения налогов и повышение НДС. В конце 2009 года рост безработицы до 18,8 %, и рост государственного дефицита до 11,4 % ВВП вынудили правительство утвердить 29 января 2010 года план экономии в размере 50 млрд евро на период 2010—2013 годов.
Однако, несмотря на усилия правительства, экономическая ситуация продолжала ухудшаться. 5 февраля 2010 года индекс IBEX 35 Мадридской фондовой биржи упал сразу на 9,3 %. К началу мая 2010 года безработица впервые с момента экономического кризиса 1993 года достигла отметки в 20 %, а долговой кризис в Греции привёл к падению IBEX 35 на 10 %. В результате 12 мая Сапатеро объявил о новых мерах жёсткой экономии в размере 15 млрд евро, нацеленных на предотвращение дефолта страны. Среди принятых мер было сокращение на 5 % заработной платы в государственном сектор, замораживание пенсий на 2011 год, сокращение расходов на иждивенцев и снятие надбавки на рождение в размере 2500 евро. Пытаясь спасти экономику, Сапатеро нарушил своё обещание не сокращать расходы на социальные нужды, что привело к резкому снижению популярности премьера и его партии.
В сентябре 2010 года правительство одобрило трудовую реформу, которая, в частности, включала в себя приостановление коллективных соглашений на период экономического спада и упрощение и удешевление процедуры увольнения для компаний. Реформа, в сочетании с сокращением заработной платы государственных служащих и замораживанием пенсий, спровоцировала первую за время премьерства Сапатеро всеобщую забастовку 29 сентября. 20 октября в кабинете произошли крупные кадровые перестановки, в результате чего ряд министерств были расформированы, а первый заместитель премьер-министра Марию Тересу Фернандес де ла Вега сменил министр внутренних дел Альфредо Перес Рубалькаба. 1 декабря правительство объявило о новом пакете мер жёсткой экономии, включая отмену надбавки в размере 426 евро для безработных, также было решено приватизировать государственные лотери и аэронавигационную компанию AENA, а также сократить налоги для малого и среднего бизнеса. В последующие недели Сапатеро также объявил о повышении пенсионного возраста с 65 до 67 лет, которое будет применяться «гибко и постепенно» до 2027 года.

## Предвыборная кампания
Избирательная кампания началась в 0:00 вечера 4 ноября традиционным расклеиванием плакатов. Народная партия впервые в своей истории начала кампанию в раз в Каталонии в городе Кастельдефельс (Барселона), чей мэр принадлежит к этой партии. Социалистическая партия, «Объединённые левые» и «Союз, Прогресс и Демократия» начали свою кампанию в Мадриде.

## Опросы
Результаты предвыборных опросов общественного мнения приведены в таблице ниже в обратном хронологическом порядке, показывая самые последние первыми. Приведены последние даты опроса, а не дата публикации. Если такая дата неизвестна, указана дата публикации. Самый высокий процент в каждом опросе отображается жирным шрифтом и выделен цветом ведущего участника. Колонка справа показывает разницу между двумя ведущими партиями в процентных пунктах. Если конкретный опрос не показывает данные для какой-либо из партий, ячейки этой партии, соответствующая данному опросу показана пустой. Светло-зелёным цветом выделены экзит-поллы, светло-розовым — опрос, проведённый после даты официального запрета публикации итогов опросов общественного мнения, светло-жёлтым — многосценарные прогнозы.
| Организация                                                        | Дата           | Испанская социалистическая рабочая партия | Народная партия | Плюралистическая левая | Конвергенция и Союз |     | Союз, прогресс и демократия | Республиканская левая Каталонии | Предел погрешности | Количество опрошенных | Разница |  |  |
| ------------------------------------------------------------------ | -------------- | ----------------------------------------- | --------------- | ---------------------- | ------------------- | --- | --------------------------- | ------------------------------- | ------------------ | --------------------- | ------- |  |  |
| Организация                                                        | Дата           |                                           |                 |                        |                     |     |                             |                                 |                    |                       |         |  |  |
| Итоги выборов Архивная копия от 6 ноября 2020 на Wayback Machine   | 20 ноября 2011 | 28,8                                      | 44,6            | 6,9                    | 4,2                 | 1,3 | 4,7                         | 1,1                             |                    |                       | 15,8    |  |  |
|                                                                    |                |                                           |                 |                        |                     |     |                             |                                 |                    |                       |         |  |  |
| TNS Demoscopia Архивная копия от 24 ноября 2011 на Wayback Machine | 20 ноября 2011 | 30,0                                      | 43,5            | 6,7                    | 3,4                 | 1,2 | 4,3                         | 1,1                             |                    | 190 000               | 13,5    |  |  |
| NC Report Архивная копия от 23 ноября 2011 на Wayback Machine      | 20 ноября 2011 | 31,3                                      | 45,0            | 7,8                    | 3,3                 | 1,2 | 2,4                         | 0,7                             |                    | 771                   | 13,7    |  |  |
| Sigma Dos Архивная копия от 21 апреля 2017 на Wayback Machine      | 16 ноября 2011 | 28,5                                      | 48,0            | 6,7                    | 3,1                 |     | 3,8                         |                                 |                    |                       | 19,5    |  |  |
| Ipsos                                                              | 13 ноября 2011 | 31,8                                      | 44,5            | 6,1                    | 3,4                 | 1,0 | 4,1                         | 1,0                             |                    |                       | 12,7    |  |  |
| GESOP Архивная копия от 16 октября 2013 на Wayback Machine         | 12 ноября 2011 | 30,2                                      | 46,2            | 6,0                    | 3,2                 | 1,1 | 4,4                         | 1,1                             | ±2,4 pp            | 2070                  | 16,0    |  |  |
| Tábula-V                                                           | 11 ноября 2011 | 31,3                                      | 45,2            | 8,9                    | 3,2                 | 1,4 | 3,2                         | 1,3                             |                    | 1400                  | 13,9    |  |  |
| NC Report                                                          | 11 ноября 2011 | 30,7                                      | 45,4            | 7,1                    | 3,3                 | 1,3 | 2,8                         | 0,9                             | ±3,2 pp            | 1000                  | 14,7    |  |  |
| IO 2000                                                            | 10 ноября 2011 | 32,0                                      | 45,0            | 6,0                    | 3,5                 | 1,5 | 3,0                         | 1,0                             | ±3,1 pp            | 1000                  | 13,0    |  |  |
| Noxa Архивная копия от 3 января 2018 на Wayback Machine            | 10 ноября 2011 | 30,1                                      | 44,7            | 7,8                    | 3,3                 | 1,0 | 4,6                         | 0,7                             | ±3,5 pp            | 1275                  | 14,6    |  |  |
| Simple Lógica                                                      | 10 ноября 2011 | 31,2                                      | 46,1            | 5,5                    | 3,5                 | 0,6 | 3,7                         |                                 | ±3,2 pp            | 1009                  | 14,9    |  |  |
| GAD3                                                               | 10 ноября 2011 | 31,8                                      | 45,4            | 5,6                    | 3,3                 | 1,3 | 3,4                         | 0,8                             | ±2,7 pp            | 1395                  | 13,6    |  |  |
| Sigma Dos Архивная копия от 15 декабря 2015 на Wayback Machine     | 10 ноября 2011 | 29,8                                      | 47,6            | 5,7                    | 3,8                 | 1,3 | 3,0                         | 0,9                             | ±1,8 pp            | 3000                  | 17,8    |  |  |
| Sondaxe Архивная копия от 14 ноября 2011 на Wayback Machine        | 9 ноября 2011  | 31,6                                      | 47,1            | 5,3                    | 3,6                 | 0,7 | 2,3                         | 0,9                             |                    |                       | 15,5    |  |  |
| Celeste-Tel                                                        | 8 ноября 2011  | 31,1                                      | 44,2            | 6,9                    | 3,3                 | 1,3 | 2,6                         | 0,9                             | ±3,1 pp            | 1100                  | 13,1    |  |  |
| Metroscopia Архивная копия от 8 апреля 2017 на Wayback Machine     | 8 ноября 2011  | 30,9                                      | 45,4            | 8,8                    | 3,3                 | 1,2 | 4,2                         | 0,9                             | ±1,5 pp            | 9675                  | 14,5    |  |  |
| CEMOP Архивная копия от 21 апреля 2017 на Wayback Machine          | 7 ноября 2011  | 28,4                                      | 47,2            | 7,5                    | 3,4                 | 1,1 | 4,2                         | 1,2                             | ±2,6 pp            | 1505                  | 18,8    |  |  |
| Sigma Dos Архивная копия от 15 декабря 2015 на Wayback Machine     | 6 ноября 2011  | 30,1                                      | 48,2            | 5,4                    | 3,6                 | 1,3 | 3,0                         | 0,9                             | ±1,8 pp            | 3000                  | 18,1    |  |  |
| Sigma Dos Архивная копия от 4 марта 2016 на Wayback Machine        | 3 ноября 2011  | 30,6                                      | 47,6            | 5,3                    | 3,5                 | 1,3 | 3,0                         | 0,9                             | ±1,8 pp            | 3000                  | 17,0    |  |  |
| DYM Архивная копия от 21 апреля 2017 на Wayback Machine            | 3 ноября 2011  | 34,2                                      | 45,5            | 5,4                    | 3,6                 | 1,2 | 2,8                         | 1,3                             | ±1,1 pp            | 7612                  | 11,3    |  |  |
| NC Report                                                          | 3 ноября 2011  | 31,0                                      | 45,5            | 7,2                    | 3,1                 | 1,3 | 2,8                         | 0,9                             | ±3,2 pp            | 1000                  | 14,5    |  |  |
|                                                                    |                |                                           |                 |                        |                     |     |                             |                                 |                    |                       |         |  |  |

## Результаты

### Конгресс депутатов
Полужирным шрифтом выделены партии и коалиции, завоевавшие хотя бы одно место в Конгрессе депутатов.
| Партии и коалиции                        | Партии и коалиции                                        | Партии и коалиции                                                             | Лидер                                 | Голоса     | Голоса | Голоса | Места | Места |
| Партии и коалиции                        | Партии и коалиции                                        | Партии и коалиции                                                             | Лидер                                 | Голоса     | %      | ±п.п.  | Места | +/−   |
| ---------------------------------------- | -------------------------------------------------------- | ----------------------------------------------------------------------------- | ------------------------------------- | ---------- | ------ | ------ | ----- | ----- |
|                                          | Народная партия                                          | исп. Partido Popular, PP                                                      | Мариано Рахой                         | 10 866 566 | 44,63  | ▲4,52  | 186   | ▲32   |
|                                          | Испанская социалистическая рабочая партия                | исп. Partido Socialista Obrero Español, PSOE                                  | Альфредо Перес Рубалькаба             | 7 003 511  | 28,76  | ▼15,11 | 110   | ▼59   |
|                                          | Плюралистическая левая                                   | исп. La Izquierda Plural IP                                                   | Кайо Лара                             | 1 686 040  | 6,92   | ▲3,00  | 11    | ▲9    |
|                                          | Союз, прогресс и демократия                              | исп. Unión Progreso y Democracia, UPyD                                        | Роса Диес Гонсалес                    | 1 143 225  | 4,70   | ▲3,51  | 5     | ▲4    |
|                                          | Конвергенция и Союз                                      | кат. Convergència i Unió, CiU                                                 | Жосеп Антони Дуран                    | 1 015 691  | 4,17   | ▲1,14  | 16    | ▲6    |
|                                          | Амайур                                                   | баск. Amaiur                                                                  | Иньяки Антигуэдад                     | 334 498    | 1,37   | ▲1,05  | 7     | ▲7    |
|                                          | Баскская националистическая партия                       | баск. Euzko Alderdi Jeltzalea, EAJ                                            | Жосу Эркорека                         | 324 317    | 1,33   | ▲0,14  | 5     | ▼1    |
|                                          | Республиканская левая Каталонии—"Каталонии — Да"         | кат. Esquerra Republicana de Catalunya–Catalunya Sí, ERC-CAT SÍ               | Альфред Боск                          | 256 985    | 1,06   | ▼0,10  | 3     | ▬     |
|                                          | Экуо                                                     | исп. Equo, Q                                                                  | Хуан Лопес де Уральде                 | 216 748    | 0,89   | Новая  | 0     | —     |
|                                          | Галисийский националистический блок                      | галис. Bloque Nacionalista Galego, BNG                                        | Франсиско Хоркера                     | 184 037    | 0,76   | ▲0,07  | 2     | ▬     |
|                                          | Канарская коалиция-НК-КНП                                | исп. Coalición Canaria—Nueva Canarias—Partido Nacionalista Canario, CC—NC—PNC | Ана Орамас                            | 143 881    | 0,59   | ▼0,24  | 2     | ▬     |
|                                          | Коалиция «Компромисс»                                    | вал. Coalició Compromís                                                       | Жоан Балдови                          | 125 306    | 0,51   | ▲0,39  | 1     | ▲1    |
|                                          | Партия против боёв быков и плохого обращения с животными | исп. Partido Antitaurino Contra el Maltrato Animal, PACMA                     | Франсиско Гарсия Леаль                | 102 144    | 0,42   | ▲0,25  | 0     | —     |
|                                          | Астурийский форум                                        | астур. Foru Asturies, FA                                                      | Энрике Альварес Сострес               | 99 473     | 0,41   | Новая  | 1     | ▲1    |
|                                          | «Пустые места»                                           | исп. Escaños en Blanco                                                        |                                       | 97 673     | 0,40   | ▲0,38  | 0     | —     |
|                                          | Андалусистская партия                                    | исп. Partido Andalucista, PA                                                  | Фернандо Альварес-Оссорио             | 76 999     | 0,32   | ▲0,05  | 0     | —     |
|                                          | Платформа для Каталонии                                  | кат. Plataforma per Catalunya, PxC                                            | Жосеп Англада                         | 59 949     | 0,25   | ▲0,24  | 0     | —     |
|                                          | Регионалистская партия Кантабрии                         | исп. Partido Regionalista de Cantabria, PRC                                   | Мигель Анхель Ревилья                 | 44 010     | 0,18   | Новая  | 0     | —     |
|                                          | «Да — будущему»                                          | баск. Geroa Bai                                                               | Ухуэ Баркос                           | 42 415     | 0,17   | Новая  | 1     | ▲1    |
|                                          | «За более справедливый мир»                              | исп. Por un Mundo más Justo, PUM+J                                            | Мигель Анхель Васкес                  | 27 210     | 0,11   | ▲0,02  | 0     | —     |
|                                          | Коммунистическая партия народов Испании                  | исп. Partido Comunista de los Pueblos de España, PCPE                         | Хуан Рамос Камареро                   | 26 254     | 0,11   | ▲0,03  | 0     | —     |
|                                          | Партии, набравшие менее 0,1 % голосов                    | Партии, набравшие менее 0,1 % голосов                                         | Партии, набравшие менее 0,1 % голосов | 138 493    | 0,57   | ▼0,52  | 0     | —     |
|                                          | Пустые бюллетени                                         | Пустые бюллетени                                                              | Пустые бюллетени                      | 333 461    | 1,37   | ▲0,26  |       |       |
|                                          |                                                          |                                                                               |                                       |            |        |        |       |       |
| Всего                                    | Всего                                                    | Всего                                                                         | Всего                                 | 24 348 886 | 100,00 |        | 350   | —     |
| Недействительные голоса                  | Недействительные голоса                                  | Недействительные голоса                                                       | Недействительные голоса               | 165 576    | 0,64   | ▲0,37  |       |       |
| Зарегистрировано / Явка                  | Зарегистрировано / Явка                                  | Зарегистрировано / Явка                                                       | Зарегистрировано / Явка               | 35 779 491 | 68,94  | ▼4,91  |       |       |
|                                          |                                                          |                                                                               |                                       |            |        |        |       |       |
| Источник: Ministerio del Interior (исп.) |                                                          |                                                                               |                                       |            |        |        |       |       |

1. ↑  В том числе, 1 депутат от Союза наваррского народа
2. ↑  В том числе, 14 депутатов от Партии социалистов Каталонии и 4 от Социалистической партии Страны Басков-«Левые Страны Басков»[англ.]
3. ↑  Из них, 2 депутата от Инициативы для Каталонии—"Зелёные" и 1 от Союза арагонцев
4. ↑  Из них, 10 депутатов от ДКК и 6 от ДСК
5. ↑  Коалиция партий «Баскская солидарность», «Аралар[баск.]», «Альтернатива[баск.]» и независимых
6. ↑  Из них, 5 независимых, по 1 от «Солидарности» и «Аралар»
7. ↑  Результаты сравниваются с общими итогами выборов 2008 года для блоков Канарская коалиция—КНП и НК—Канарский центр
8. ↑  По 1 депутату от Канарской коалиции и «Новых Канар»
9. ↑  Коалиция партий БЛОК[исп.], «Инициатива для народа Валенсии» и «Зелёные—Экологическая левая Страны Валенсия» при участии Экуо
10. ↑  Результаты сравниваются с итогами выборов 2008 года для Андалусистской коалиции
11. ↑  1 депутат от партии «Расширение»
12. ↑  «Антикапиталисты», «Пираты Каталонии», Коммунистическое единство Испании, Гуманистическая партия, «Испания 2000», «Интернациональная солидарность и самоуправление», «Республиканцы» (коалиция Республиканской альтернативы (Испанское демократическое республиканское действие, Республиканский союз и Левая республиканская партия), Движения за единство народа — республиканцы, Республиканской группировки Кослады, других местных республиканских групп и независимых республиканцев), «Надоело.орг» (исп. Hartos.org), Пиратская партия, Канарская националистическая альтернатива, Испанская фаланга, Либеральный демократический центр, Кастильская партия, «Единство Валенсии», Партия индивидуальной свободы, Регионалистская партия Страны Леон, Интернационалистская социалистическая рабочая партия, «Национальная демократия», Регионалистская партия Восточной Андалусии, Коалиция Кабальяс, Конвергенция XXI, «Единство народа», Конвергенция для Эстремадуры, «Помочь Астурии», Граждане демократического центра, Гражданское действие Малаги, Партия семьи и жизни, «Смерть Системе», Союз независимых граждан Толедо, «Давайте изменим», Форум демократов и центра, Регионалистское единство Кастилии и Леона, Партия за возрождение демократии в Испании, Интернет-партия, Левая республиканская партия—Республиканцы, «Достаточно!», Демократическая и конституционная партия, «Зелёные—Зелёная группа», «Демократическая гигиена», Социалисты Теруэля, Наваррские и испанские правые

### Сенат
В выборах 208 сенаторов приняли участие 24 411 187 человек (71,17 %). Недействительных бюллетеней — 904 675 (3,71 %), пустых бюллетеней — 1 263 120 (5,37 %).
| Партии и коалиции                        | Партии и коалиции                         | Партии и коалиции                                                              | Лидер                       | Места | Места |
| Партии и коалиции                        | Партии и коалиции                         | Партии и коалиции                                                              | Лидер                       | Места | +/−   |
| ---------------------------------------- | ----------------------------------------- | ------------------------------------------------------------------------------ | --------------------------- | ----- | ----- |
|                                          | Народная партия                           | исп. Partido Popular, PP                                                       | Мариано Рахой               | 136   | ▲35   |
|                                          | Испанская социалистическая рабочая партия | исп. Partido Socialista Obrero Español, PSOE                                   | Альфредо Перес Рубалькаба   | 48    | ▼40   |
|                                          | Конвергенция и Союз                       | исп. Convergència i Unió, CiU                                                  | Жосеп Антони Дуран и Льейда | 9     | ▲5    |
|                                          | Соглашение о прогрессе Каталонии          | исп. Entesa Catalana de Progrés                                                | Хосе Монтилья               | 7     | ▼5    |
|                                          | Баскская националистическая партия        | баск. Euzko Alderdi Jeltzalea, EAJ                                             | Жосу Эркорека               | 4     | ▲2    |
|                                          | Амайур                                    | баск. Amaiur                                                                   | Иньяки Антигуэдад           | 3     | ▲3    |
|                                          | Канарская коалиция-НК-КНП                 | исп. Coalición Canaria—Nueva Canarias— Partido Nacionalista Canario, CC—NC—PNC | Ана Орамас                  | 1     | ▬     |
|                                          |                                           |                                                                                |                             |       |       |
| Всего                                    | Всего                                     | Всего                                                                          | Всего                       | 208   | ▬     |
|                                          |                                           |                                                                                |                             |       |       |
| Источник: Ministerio del Interior (исп.) |                                           |                                                                                |                             |       |       |

1. ↑  В том числе, 3 сенатора от Арагонской партии, по 2 сенатора от Союза наваррского народа[исп.] и Канарского националистического центра
2. ↑  Без Партии социалистов Каталонии
3. ↑  Из них, 7 сенаторов от ДКК и 2 от Демократического союза Каталонии
4. ↑  Коалиция Партии социалистов Каталонии, Инициативы для Каталонии и «Объединённые левые и Альтернатива»
5. ↑  Из них, 6 сенаторов от Партии социалистов и 1 от Инициативы для Каталонии
6. ↑  Коалиция партий «Баскская солидарность», «Аралар[баск.]», «Альтернатива[баск.]» и независимых
7. ↑  Из них, 2 независимых и 1 от «Баскской солидарности»
8. ↑  От Группы независимых Иерро

## Результаты по регионам
Распределение голосов и мандатов за партии и коалиции по регионам Испании. Указаны только партии, набравшие не менее 0,1 % во всей Испании или не менее 0,4 % в автономном сообществе.
| Регион            | Народная партия | Народная партия | Социалисты | Социалисты | Левые      | Левые | СПД        | СПД   | Экуо       | Экуо  | Защитники животных | Защитники животных | «Пустые места» | «Пустые места» | Регионалисты | Регионалисты | Всего |
| Регион            | Голоса (%)      | Места           | Голоса (%) | Места      | Голоса (%) | Места | Голоса (%) | Места | Голоса (%) | Места | Голоса (%)         | Места              | Голоса (%)     | Места          | Голоса (%)   | Места        | Всего |
| ----------------- | --------------- | --------------- | ---------- | ---------- | ---------- | ----- | ---------- | ----- | ---------- | ----- | ------------------ | ------------------ | -------------- | -------------- | ------------ | ------------ | ----- |
| Андалусия         | 45,6            | 33              | 36,6       | 25         | 8,3        | 2     | 4,7        | 0     | 0,8        | 0     | 0,2                | 0                  | 0,3            | 0              | 1,8          | 0            | 60    |
| Арагон            | 47,7            | 8               | 31,5       | 4          | 10,5       | 1     | 5,8        | 0     | 0,8        | 0     | 0,5                | 0                  | 0,4            | <0,1 %         | 0            | 0            | 13    |
| Астурия           | 35,4            | 3               | 29,3       | 3          | 13,2       | 1     | 3,9        | 0     | 0,6        | 0     | 0,3                | 0                  | 0,4            | 0              | 14,9         | 1            | 8     |
| Балеары           | 49,6            | 5               | 28,9       | 3          | 4,9        | 0     | 4,2        | 0     | 7,2        | 0     | 0,8                | 0                  | 1,0            | 0              | 1,1          | 0            | 8     |
| Валенсия          | 53,3            | 20              | 26,8       | 10         | 6,5        | 1     | 5,6        | 1     | —          | —     | 0,5                | 0                  | 0,5            | 0              | 5,2          | 1            | 33    |
| Галисия           | 52,5            | 15              | 27,8       | 6          | 4,1        | 0     | 1,2        | 0     | 0,6        | 0     | 0,5                | 0                  | —              | —              | 11,2         | 2            | 23    |
| Канары            | 48,0            | 9               | 24,9       | 4          | 4,3        | 0     | 2,6        | 0     | 1,7        | 0     | 0,5                | 0                  | 0,5            | 0              | 15,8         | 2            | 15    |
| Кантабрия         | 52,2            | 4               | 25,3       | 1          | 3,6        | 0     | 3,6        | 0     | 0,7        | 0     | 0,4                | 0                  | —              | —              | 12,5         | 0            | 5     |
| Кастилия-Ла-Манча | 55,8            | 14              | 30,3       | 7          | 5,8        | 0     | 5,0        | 0     | 0,7        | 0     | 0,4                | 0                  | 0,3            | 0              | <0,1         | 0            | 21    |
| Кастилия-Леон     | 55,4            | 21              | 29,2       | 11         | 5,6        | 0     | 6,1        | 0     | 0,7        | 0     | 0,4                | 0                  | <0,1           | 0              | 0,3          | 0            | 32    |
| Каталония         | 20,7            | 11              | 26,7       | 14         | 8,9        | 3     | 1,2        | 0     | —          | —     | 0,7                | 0                  | 1,5            | 0              | 38,8         | 19           | 47    |
| Мадрид            | 51,0            | 19              | 26,1       | 10         | 8,0        | 3     | 10,3       | 4     | 1,9        | 0     | 0,4                | 0                  | 0,4            | 0              | —            | —            | 36    |
| Мурсия            | 64,2            | 8               | 21,0       | 2          | 5,7        | 0     | 6,3        | 0     | 0,6        | 0     | 0,4                | 0                  | 0,2            | 0              | —            | —            | 10    |
| Наварра           | 38,2            | 2               | 22,0       | 2          | 5,5        | 0     | 2,1        | 0     | 1,1        | 0     | —                  | —                  | —              | —              | 27,7         | 2            | 5     |
| Риоха             | 54,7            | 3               | 31,1       | 1          | 4,6        | 0     | 6,0        | 0     | 0,9        | 0     | 0,5                | 0                  | —              | —              | —            | —            | 4     |
| Страна Басков     | 17,8            | 3               | 21,6       | 4          | 3,7 %      | 0     | 1,8        | 0     | 1,3        | 0     | 0,5                | 0                  | 0,2            | 0              | 51,5         | 6            | 18    |
| Эстремадура       | 51,2            | 6               | 37,2       | 4          | 5,7        | 0     | 3,5        | 0     | 0,5        | 0     | 0,3                | 0                  | —              | —              | 0,2          | 0            | 10    |
| Сеута             | 65,9            | 1               | 20,3       | 0          | 1,8        | 0     | 3,3        | 0     | —          | —     | 0,6                | 0                  | —              | —              | 5,4          | 0            | 1     |
| Мелилья           | 66,7            | 1               | 25,3       | 0          | —          | —     | 3,7        | 0     | 1,6        | 0     | 0,5                | 0                  | —              | —              | —            | —            | 1     |
| Всего             | 44,6            | 186             | 28,8       | 110        | 6,9        | 11    | 4,7        | 5     | 0,9        | 0     | 0,4                | 0                  | 0,4            | 0              |              | 24           | 350   |

1. ↑  Андалусистская партия
2. ↑  Вместе с Арагонской партией
3. ↑  Вместе с Союзом арагонцев
4. ↑  Социалисты Теруэля
5. ↑  Астурийский форум — 14,7 %, «Помочь Астурии» — 0,2 %
6. ↑  Астурийский форум
7. ↑  Вместе с «Зелёными» и левыми регионалистами
8. ↑  Левые республиканцы
9. ↑  Вместе с «Зелёными»
10. ↑  «Объединённые левые Страны Валенсия» и «зелёные»
11. ↑  Вместе с коалицией «Компромисс»
12. ↑  «Компромисс—Экуо» — 4,8 %, «Левые республиканцы Страны Валенсии» — 0,3 %
13. ↑  «Компромисс»
14. ↑  Вместе с Партией социалистов Галисии
15. ↑  ГНБ — 11,2 %
16. ↑  Канарская единая левая и «Инициатива для Йерро»
17. ↑  Канарская коалиция—"Новые Канары"-КНП — 15,5 %, Канарская националистическая альтернатива — 0,3 %
18. ↑  Канарская коалиция и «Новые Канары»
19. ↑  Регионалистская партия Кантабрии — 12,5 %
20. ↑  Вместе с «зелёными»
21. ↑  ПСК
22. ↑  «Объединённые левые и альтернатива» и «Инициатива для Каталонии—Зелёные»
23. ↑  КиС — 29,4 %, РЛК — 7,1 %, Платформа для Каталонии — 1,7 %
24. ↑  КиС — 16, РЛК — 3
25. ↑  Вместе с «зелёными»
26. ↑  Вместе с «Зелёными региона Мурсия»
27. ↑  Вместе с Союзом наваррского народа[исп.]
28. ↑  Объединённые левые Наварры
29. ↑  «Амайур» — 14,9 %, «Да — будущему» — 12,8 %
30. ↑  «Амайур» и «Да — будущему»
31. ↑  Социалистическая партия Страны Басков-«Левые Страны Басков»
32. ↑  «Объединённые левые Страны Басков» и «зелёные»
33. ↑  БНП — 27,4 %, «Амайур» — 24,1 %
34. ↑  «Амайур» — 6, БНП — 5
35. ↑  Вместе с «Единой Эстремадурой»
36. ↑  Вместе с «зелёными» и «Независимыми социалистами Эстремадуры»
37. ↑  Конвергенция для Эстремадуры
38. ↑  Вместе с Социальной и демократической партии Сеуты
39. ↑  Коалиция Кабальяс

Народная партия выиграла выборы в 15 автономных сообществах из 17 и в 45 провинциях из 50, в том числе в Мадриде, а также в Сеуте и Мелилье, оставшись третьей в Каталонии и четвёртой в Стране Басков. Коалиция «Конвергенция и Союз» победила в Каталонии и в трёх провинциях (Льейда, Жирона и Таррагона). Социалисты впервые в истории не смогли победить ни в одном из автономных сообществ, заняв второе место во всех 17 регионах, при этом партия смогла занять первое место только в 2 провинциях (Барселона и Севилья). В Стране Басков первое место по количеству голосов заняла Баскская националистическая партия, но по количеству выигранных мандатов её опередила коалиция «Амайур». Баскские националисты также смогли победить в Бискайе, а «Амайур» в Гипускоа.

## После выборов
20 декабря 2011 года Мариано Рахой был выбран новым премьер-министром Испании уже в первом туре голосования абсолютным большинством голосов. За его кандидатуру отдали свои голоса 187 депутатов (185 от Народной партии и по одному парламентарию от Союза наваррского народа и Астурийского форума).
При явке 68,9 % избирателей — самой низкой за десятилетие — Испанская социалистическая рабочая партия потерпела самое тяжёлое за свою историю поражение на всеобщих выборах, которое также оказалось одним из худших результатов выборов для правящей партии в Испании с момента краха Союза демократического центра на выборах 1982 года. Впервые социалисты не смогли занять первое место ни в одном из автономных сообществ, даже в Каталонии и Андалусии, в которых побеждали начиная с выборов 1977 года. Народная партия после почти восьми лет оппозиции смогла завоевать абсолютное большинство, получив 186 из 350 мест, что стало лучшим результатом партии с 1982 года. Испанские выборы 2011 года ознаменовали собой продолжение серии серьёзных поражений на выборах правящих партий в европейских странах с начала финансового кризиса 2007—2008 годов.
Малые национальные партии, такие как «Объединённые левые» и «Союз, прогресс и демократия», выиграли от краха ИСРП, значительно расширив своё представительство в парламенте. Впервые после выборов 1989 года, сразу четыре общенациональные партии получили более 1 миллиона голосов каждая, набрав достаточное количество мест для самостоятельного формирования парламентских групп. Во многом, именно падение Соцпартии привело к тому, что почти все партии увеличили своё представительство в Конгрессе депутатов. Только Республиканская левая Каталонии и наваррская «Да — будущему» потеряли голоса по сравнению с 2008 годом. Баскская националистическая партия получила больше голосов чем в 2008 году, но потеряла одно место в парламенте из-за очень успешного выступления коалиции Амайур.
Коалиция каталонских националистов «Конвергенция и Союз» одержала историческую победу, сумев впервые в своей истории на выборах в Каталонии занять первое место, опередив Партию социалистов Каталонии, де-факто филиал ИСРП в регионе, которая до этого момента была победителем всех всеобщих выборов в Каталонии с 1977 года. Выборы 2011 года стали последними на которых эти две политические силы доминировали в каталонском политическом ландшафте. В выборах 20 декабря 2015 года «Конвергенция и Союз» не участвовала из-за разрыва между её участниками, а социалисты опустились на третье место.